# Phonometrie
Die Phonometrie (von altgriechisch φωνή phōnē „Laut, Ton, Stimme, Sprache“ und μέτρον métron „Maß, Maßstab“) befasst sich unter Verwendung statistischer Methoden mit den Lauten einer Sprache. Man kann sie als eine besondere Form der Phonetik (Lautlehre) auffassen. Eine Grundidee war, dass ein bestimmter Sprachlaut, immer wieder gesprochen, zwar messbar verschieden ausfällt, dabei aber um einen Mittelwert streut, wobei diese Streuung sich mit der gaußschen Glockenkurve (Normalverteilung) darstellen lässt. Die Anthropometrie und die daraus entwickelte Biometrie, in der messbare menschliche Eigenschaften wie die Körpergröße sich in größeren Personengruppen als ebenfalls normalverteilt erwiesen, gaben Anlass für diese Überlegungen.

## Wissenschaftshistorischer Hintergrund
Als Erfinder der Phonometrie gilt der rheinhessische Arzt, Augenarzt und Medizinhistoriker Johann Hermann Baas (1838–1909), der die Resonanz von lufthaltigen Körperteilen mittels einer aufgesetzten Stimmgabel bestimmte. Die moderne Phonometrie (auch: "quantitative Phonetik") entstand in den 1930er-Jahren in Auseinandersetzung mit der damaligen Experimentalphonetik, die nach Auffassung des Phonetikers Eberhard Zwirner und des Mathematikers Kurt Zwirner zu sehr naturwissenschaftlich ausgerichtet war. Sie vertraten dagegen die Ansicht, dass die Phonetik linguistische Ziele zu verfolgen habe und daher auch einen linguistischen Ansatz wählen müsse. Das bedeutet für Zwirner & Zwirner, dass zuerst die Laute bestimmt werden müssen, die untersucht werden sollen, und erst in einem zweiten Schritt Messungen und deren statistische Auswertung erfolgen sollten. Ziel dieser Arbeit ist nach Heike (1972: 12) „eine statistische Bestimmung von Realisationsnormen“, die als Mittelwerte der für die einzelnen Laute gewonnenen Normalverteilungen bestimmt werden können.